# 浦富町
浦富町（うらとみちょう）は、鳥取県岩美郡にあった自治体である。

## 概要
現在の岩美町浦富・牧谷・相谷に相当する。北は日本海に面した。
町の中心は日本海に近い本浦富や町浦富と呼ばれる地区で藩政時代は陣屋が置かれていたが、岩美町発足後は南側の岩美駅周辺に役場や官公庁が設置され、行政の中心は駅前に移っていった。

## 沿革
- 1925年（大正14年）4月15日 - 浦富村（初代）と牧谷村が合併し、改めて浦富村が発足。合計3大字を編成[4]。
- 1925年（大正14年）10月 - 役場位置を大字浦富1903番地1に定める[5]。
- 1927年（昭和2年）6月10日 - 浦富村が町制施行して浦富町となる[6]。
- 1954年（昭和29年）7月1日 - 田後村、東村、蒲生村、岩井町、小田村、本庄村、大岩村、網代村と合併して岩美町が発足。同日浦富町廃止[7]。

## 行政

### 歴代町長
| 代         | 氏名     | 就任年月日                | 退任年月日                 | 備考                      |
| ---------- | -------- | ------------------------- | -------------------------- | ------------------------- |
| 初         | 中島一三 | 1925年（大正14年）4月15日 | 1925年（大正14年）7月24日  | 浦富村長                  |
| 2          | 中島一三 | 1925年（大正14年）7月25日 | 1926年（大正15年）1月31日  |                           |
| 3          | 栗村嘉水 | 1926年（大正15年）2月12日 | 1930年（昭和5年）2月11日   | 1927年6月10日から浦富町長 |
| 4          | 栗村嘉水 | 1930年（昭和5年）6月1日   | 1934年（昭和9年）5月31日   |                           |
| 5          | 栗村嘉水 | 1934年（昭和9年）6月1日   | 1938年（昭和13年）5月31日  |                           |
| 6          | 栗村嘉水 | 1938年（昭和13年）8月14日 | 1942年（昭和17年）8月13日  |                           |
| 7          | 高田光治 | 1942年（昭和17年）9月24日 | 1943年（昭和18年）5月13日  |                           |
| 8          | 城戸清治 | 1943年（昭和18年）12月3日 | 1946年（昭和21年）10月24日 |                           |
| 9          | 仲野尚平 | 1947年（昭和22年）4月8日  | 1948年（昭和23年）1月19日  |                           |
| 10         | 中島峯治 | 1948年（昭和23年）3月8日  | 1952年（昭和27年）2月29日  |                           |
| 11         | 中島峯治 | 1952年（昭和27年）3月1日  | 1954年（昭和29年）6月30日  |                           |
| 参考文献 - |          |                           |                            |                           |

## 教育
- 浦富町立浦富小学校（現在は統合により岩美町立岩美北小学校となる）
- 浦富・本庄・東・田後4ヶ村組合立浦富中学校（現在は統合により岩美町立岩美中学校となる）
- 鳥取県立岩美農業高等学校（現・鳥取県立岩美高等学校）

## 交通

### 鉄道
- 山陰本線・岩井町営軌道：岩美駅

### 道路
- 県道鳥取浜坂香住線[1]（1972年3月24日廃止[8]、国道178号に移行）

## 名所・旧跡
- 浦富海岸
- 鳥取藩台場跡浦富台場跡

## 出身者
- 沢田節蔵（外交官・国際連盟日本代表、1884年 - 1976年）
- 沢田廉三（外交官・初代国連大使、1888年 - 1970年）
- 沢田退蔵（実業家、1893年 - 1970年）